# Liste der Bodendenkmäler in Stadlern
Auf dieser Seite sind die Bodendenkmäler in der Oberpfälzer Gemeinde Stadlern zusammengestellt. Diese Tabelle ist eine Teilliste der Liste der Bodendenkmäler in Bayern. Grundlage ist die Bayerische Denkmalliste, die auf Basis des Bayerischen Denkmalschutzgesetzes vom 1. Oktober 1973 erstmals erstellt wurde und seither durch das Bayerische Landesamt für Denkmalpflege geführt wird. Die folgenden Angaben ersetzen nicht die rechtsverbindliche Auskunft der Denkmalschutzbehörde.

## Bodendenkmäler der Gemeinde Stadlern
| Lage                | Objekt | Akten-Nr.     | Bild |
| ------------------- | --- | ------------- | ---- |
| Stadlern (Standort) | Archäologische Befunde des Mittelalters und der Neuzeit im Bereich der Katholischen Wallfahrtskirche Mariä Himmelfahrt in Stadlern, darunter die Spuren von Vorgängerbauten bzw. älterer Bauphasen. Siehe auch: Mariä Himmelfahrt (Stadlern) | D-3-6441-0003 |      |
| Stadlern (Standort) | Archäologische Befunde und Funde im Bereich der mittelalterlichen Burgruine Reichenstein. Siehe auch: Burgruine Reichenstein (Oberpfalz) | D-3-6441-0022 |      |
| Stadlern (Standort) | Abschnitt der Kurbayerischen Landesdefensionslinien (1702/03) mit Wall, Graben und einer Redoute | D-3-6541-0051 |      |